# Tordehumos
Tordehumos é um município da Espanha na província de Valladolid, comunidade autónoma de Castela e Leão, de área 61,28 km² com população de 493 habitantes (2007) e densidade populacional de 8,32 hab/km².

## Demografia
| Variação demográfica do município entre 1991 e 2004 | Variação demográfica do município entre 1991 e 2004 | Variação demográfica do município entre 1991 e 2004 | Variação demográfica do município entre 1991 e 2004 |
| --------------------------------------------------- | --------------------------------------------------- | --------------------------------------------------- | --------------------------------------------------- |
| 1991                                                | 1996                                                | 2001                                                | 2004                                                |
| 606                                                 | 576                                                 | 542                                                 | 510                                                 |